# Behchahr
Behchahr (ou Behshahr, en persan : بهشهر / Behšahr, ou Achraf) est une ville iranienne située sur la côte sud de la mer Caspienne, dans la province de Mazandaran.
La ville est dominée par un ancien palais de Shah Abbas construit en 1612. 

## Histoire
L'origine de la ville se trouve dans l'aménagement de la résidence royale de Shah Abbas I, autour de laquelle on vit apparaître en grand nombre des palais de courtisans et des demeures moins riches, initialement disséminées dans les bosquets environnants. 
Après des attaques des troupes ottomanes, le village ne retrouva une existence modeste qu'au début du XIXe siècle, sous le règne d'Aqa Mohammed Qajar, avec le retour de quelques habitants.

## Le palais
Il ne reste quasiment rien du palais de Safiâbâd, construit par Shah Abbas I. Le site initial a été largement détruit par les incursions ottomanes, avant d'être rebâti et restauré par Rezâ Shah.